# Waldorf Astoria New York
Waldorf Astoria New York er et luksushotel i Midtown Manhattan i New York City. Bygningen, der ligger på 301 Park Avenue mellem 49. og 50. gade, har 47 etager og er 190,5 meter høj. Den er i Art Deco-stil tegnet af arkitekterne Schultze and Weaver. Hotellet åbnede i 1931 og var det højeste hotel i verden, indtil åbningen af Hotel Ukraina, der er syv meter højere. Hotellet har siden åbningen været et ikon for glamour og luksus og er et af verdens mest prestigefyldte og kendte hoteller. Hotellet drives af Waldorf Astoria Hotels & Resorts, der er en division under Hilton Hotels, som driver en række luksushoteller verden over under Waldorf Astoria-brandet. Både hotellets ydre og indre er af New York klassificeret som bevaringsværdige. 
Det oprindelige Waldorf–Astoria bestod af to hoteller langs Fifth Avenue, der blev slået sammen og åbnede i 1893. Det blev nedrevet i 1929 for at gøre plads til Empire State Building. Særlig efter genopførelsen i 1939 blev Waldorf Astoria internationalt berømmet for sin overdådige indretning og sine "dinner parties" og galla-arrangementer, der ofte blev besøgt eller arrangeret af eliten blandt erhvervslivets spidser og politikere. Efter 2. verdenskrig blev flere vigtige politiske konferencer afholdt på hotellet, bl.a. den kontroversielle Verdensfredskonference i 1949. Conrad Hilton købte rettighederne til at drive hotellet i oktober 1949 og Hilton Hotels Corporation købte bygningerne i 1972. Hotellet er undergået større renoveringer flere gange gennem tiden. I 2014 købte den kinesiske virksomhed Anbang Insurance Group (senere opkøbt af Dajia Insurance Group) hotellet for 1,95 milliarder dollars. Hilton driver fortsat hotellet, der imidlertid blev lukket i 2017 for en større renovering, der fortsat (pr. juli 2022) pågår.